# World Gold League
Die World Gold League ist ein seit dem Jahr 2015 ausgetragenes Turnier im Computerspiel Warcraft III: Reign of Chaos.

## Hintergrund
Warcraft III kann als erstes Computerspiel gesehen werden, das eine umfassende Renaissance im E-Sport vorweisen kann. Ursprünglich im Jahr 2002 erschienen wurde das Spiel im Jahr 2010 durch den inoffiziellen Nachfolger StarCraft II abgelöst. 
Nach anfänglichen Erfolgen des Nachfolgers verschwanden mehr und mehr Warcraft III Wettbewerbe. Seit Mitte der 2010er Jahre hat sich dies grundlegend verändert. Aufgrund der in Warcraft III vorhandenen Mechaniken, die sich teilweise immens von Starcraft II unterschieden, existieren beide Spiele inzwischen parallel im E-Sport. Beispiele für solche Mechaniken sind in Warcraft III vorhandene Helden samt Spezialfähigkeiten, benutzbare Gegenstände und ein deutlich langsameres Gameplay.

## World Gold League
Die World Gold League ist ein Ergebnis dieser Entwicklungen. Das Turnier hat mittlerweile den Status von Weltmeisterschaften, wenn auch ohne offiziellen Support durch den Publisher von Warcraft III, namentlich Blizzard Entertainment.
Der aktuelle Weltmeister ist der aus Südkorea stammende Orc-Spieler June 'Lyn' Park (Stand Dezember 2019). 